# Oscar Camenzind
Oscar Camenzind (Gersau, 12 september 1971) is een voormalig Zwitsers wielrenner. In 1998 veroverde hij in Valkenburg de wereldtitel op de weg. 

## Carrière
Camenzind werd beroepswielrenner in 1996 en brak een jaar later door met twee etappezeges in de Ronde van Zwitserland, waarin hij ook tweede in de eindstand werd. Ook won Camenzind het kampioenschap van zijn land, de Grote Prijs Wilhem Tell, twee etappes in de Ronde van Oostenrijk, waarin hij derde werd, en werd twaalfde in de Ronde van Frankrijk.
Zijn kwaliteiten werden een jaar later bevestigd met een vierde plaats in de Ronde van Italië, een zestiende in die van Spanje en tweede plaatsen in de Grote Prijs Gippingen en Milaan-Turijn. Toch was het voor velen een verrassing toen Camenzind in Valkenburg wereldkampioen werd (voor de Belg Peter Van Petegem) en een week later meteen de Ronde van Lombardije won. Dat leverde hem in eigen land de uitverkiezing op tot Zwitsers Sportman van het Jaar 1998.
In de regenboogtrui boekte Camenzind drie zeges: de Ronde Van Lombardije en etappes in de ronden van Zwitserland en Trentino. In 2000 lukte het hem eindelijk de ronde van zijn eigen land te winnen, al was dat de enige zege van dat jaar. Een tweede zege in een klassieker volgde in 2001, toen Camenzind Luik-Bastenaken-Luik wist te winnen. De volgende twee jaar bleven grote zeges echter uit, en won hij slechts een paar keer in de Ronde van Saksen. 

## Doping
In de zomer van 2004 werd Camenzind op het gebruik van epo betrapt, waarna hij per direct een punt achter zijn carrière zette.

## Resultaten in voornaamste wedstrijden
| Jaar | Ronde van Italië | Ronde van Frankrijk | Ronde van Spanje |
| ---- | ---------------- | ------------------- | ---------------- |
| 1996 |                  | 36e                 |                  |
| 1997 |                  | 12e                 |                  |
| 1998 | 4e               |                     | 16e              |
| 1999 | 11e              |                     | 48e              |
| 2000 |                  |                     | 22e              |
| 2001 | 27e              |                     | opgave           |
| 2002 |                  |                     | opgave           |
| 2003 |                  |                     |                  |
| 2004 |                  |                     |                  |

| Jaar | Milaan-San Remo | Ronde van Vlaanderen | Amstel Gold Race | Luik-Bast.‑Luik | Ronde van Lombardije | Waalse Pijl |  | WK op de weg |  | Wereldranglijsten |
| ---- | --------------- | -------------------- | ---------------- | --------------- | -------------------- | ----------- |  | ------------ |  | ----------------- |
| 1996 | 154e            | 94e                  |                  |                 | 15e                  |             |  | 32e          |  |                   |
| 1997 |                 |                      |                  |                 |                      |             |  | 21e          |  |                   |
| 1998 |                 |                      |                  |                 | ↑                    |             |  | ↑            |  |                   |
| 1999 | 29e             |                      |                  | 8e              | 4e                   | 4e          |  | 6e           |  | 17e (UWB)         |
| 2000 | 28e             | 11e                  |                  | 13e             | 15e                  | 14e         |  | 15e          |  | 16e (UWB)         |
| 2001 | 40e             |                      | 14e              | ↑               |                      | 15e         |  |              |  |                   |
| 2002 |                 |                      |                  |                 | ↑                    |             |  | 46e          |  |                   |
| 2003 | 36e             |                      |                  |                 |                      |             |  | 70e          |  |                   |
| 2004 | 26e             | 83e                  | 11e              | 54e             |                      | 92e         |  |              |  |                   |